# Drosophila editinares
Drosophila editinares är en tvåvingeart som beskrevs av Toyohi Okada 1966. Drosophila editinares ingår i släktet Drosophila och familjen daggflugor.
Artens utbredningsområde är Nepal.